# Melanella boscheineni
Melanella boscheineni is een slakkensoort uit de familie van de Eulimidae. De wetenschappelijke naam van de soort is voor het eerst geldig gepubliceerd in 2004 door Engl.